# Araucaria angustifolia
Araucaria angustifolia là một loài thực vật hạt trần trong họ Bách tán. Loài này được Bertol. Kuntze mô tả khoa học đầu tiên năm 1898.